# Sarcostemma jacquinii
Sarcostemma jacquinii är en oleanderväxtart som beskrevs av Joseph Decaisne. Sarcostemma jacquinii ingår i släktet Sarcostemma och familjen oleanderväxter. Inga underarter finns listade i Catalogue of Life.